# نادي الزمالك موسم 2009–10
فريق الزمالك الأول لكرة القدم 2009-2010 هو الاسم الشائع المُطلق على فريق كرة القدم لنادي الزمالك المصري المشارك في منافسات الدوري المصري الممتاز لكرة القدم 2009-2010 وكأس مصر. تضم قائمة الفريق 25 لاعباً من بينهم لاعبين أجانب بالإضافة لخمسة لاعبين تحت السن. بعد بداية جيدة للفريق بالفوز على نادي إنبي، اظهر الفريق ضعف في المستوى الفني، فقرر مجلس إدارة النادي وبضغط جماهيري إقالة المدير الفني ميشيل ديكستال وتعين الفرنسي هنري ميشيل بدلاً عنه. وأدى استمرار ضعف المستوى الفني والهزائم المتتالية للفريق لإقالة هنري ميشيل بعد مضي أقل من شهر لتجديد مجلس الإدارة الثقة فيه. وتعين لاعب النادي السابق حسام حسن مدرباً للفريق. أحرز الزمالك المركز الثاني في الدوري بحصوله على 55 نقطة.

## أهم الأحداث خلال الموسم

### تغير الجهاز الفني
بعد ثالث مباراة للفريق خلال الموسم. مباراة المقاولون العرب والأداء الضعيف الذي ظهر به الفريق. قرر مجلس إدارة النادي تعين الفرنسي هنري ميشيل كمدير فني للنادي للمره الثانية بدلاً من السويسري ميشيل ديكاستال. وقد تفرر أيضاً تغير جميع أفراد الجهاز الفني للنادي إلا لاعب الزمالك السابق عبد الحليم علي. ومن جهة أخرى اوكل منصب مدرب حراس المرمى إلى عماد المندوه وأيضاً منصب المدير الإداري إلى حسين عبد المنعم. وفي تاريخ 1 سبتمبر 2009، اعتمد مجلس الإدارة قرار تعين هنري ميشيل من خلال اجتماعه. وفي يوم 5 سبتمبر 2009 تقرر تعين عبد الرحيم محمد مدرباً عام للنادي.
في مساء يوم 29 نوفمبر، 2009 وبعد خمس مباريات قاد فيها الفرنسي هنري ميشيل الفريق، والذي فاز في اثنين وخسر مثلهما وتعادل مره. أصدر مجلس إدارة نادي الزمالك مجتمعاً في منزل ممدوح عباس رئيس مجلس الإدارة، قراراً بإقالة هنري ميشيل وعن المفاضلة بين كلً من حسام حسن، ومحمود سعد لمنصب المدير الفني، مرجحاً كفة حسام حسن بعد أن تم استدعاءه من دبي بعد أن صرح رئيس نادي المنصورة عن بقاء محمد حلمي (والذي تم اقتراح اسمه بعد قرار الإقالة) لتدريب نادي المنصورة. وقد أجُل قرار التعين لمساء اليوم التالي لتحويل الأمر للجنة كرة القدم في النادي التي اكتفت بتأيدها للأسماء السابقة وإعطاء مجلس ألإدارة القرار النهائي.
وبعد مضي أقل من يوم واحد على إقالة ميشيل، قرر مجلس إدارة النادي تعين حسام حسن والذي لعب لمنتخب مصر والأهلي والزمالك والمصري البورسعيدي والإتحاد السكندري والترسانة قبل اعتزاله وسبق له تدريب المصري البورسعيدي والمصرية للإتصالات، مديراً فنياً للفريق ليصبح ثالث مدير فني يستلم مهام التدريب وذلك خلال القسم الأول في الموسم فقط. وتأجيل اختيار الجهاز المعاون لحين وصول حسام حسن إلى القاهرة قادماً من دبي. وفي أثناء توقيع حسام حسن للعقد الرسمي، أعلن ممدوح عباس رئيس مجلس إدارة النادي عن منصب المدير العام الجديد والذي كان من نصيب طارق سليمان. محدداً راتب حسام حسان بمبلغ وقدره 60 ألف جنية مصري (11 ألف دولار أمريكي) شهرياً قبل اختصام الضرائب وطارق سليمان بمبلغ 25 ألف جنيه مصري (4.6 ألف دولار أمريكي).
في حين لم يتغير باقي تشكيل الجهاز الفني. فيما بقي منصب مدير الكرة خالياً لما رأه مجلس الإدراة ليس ذو أهمية في الوقت الراهن.
وبذلك، يصبح تشكيل ثالث جهاز فني للزمالك كما يلي:

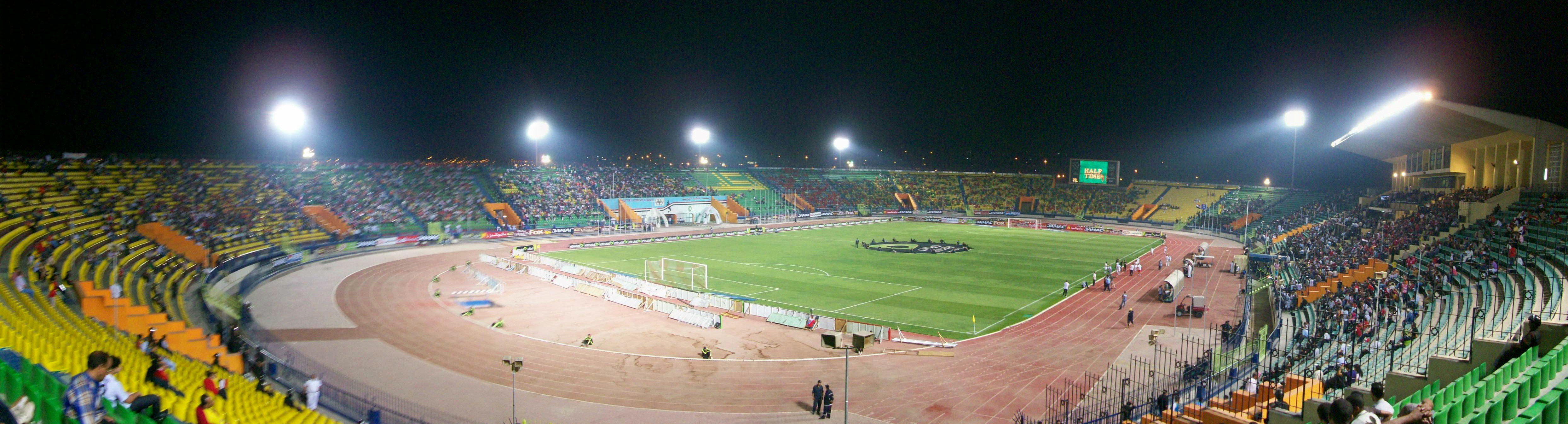
صورة بانوراما لاستاد الكلية الحربية

| المنصب            | الاسم           |
| ----------------- | --------------- |
| المدير الفني      | حسام حسن        |
| المدرب العام      | طارق سليمان     |
| المدرب            | عبد الحليم علي  |
| مدرب حراس المرمى  | عماد المندوة    |
| المدير الإداري    | حسين عبد المنعم |
| إداري             | وليد بدر        |
| رئيس الفريق الطبي | مصطفى المنيري   |

### تغير ملعب الفريق خلال الموسم
بعد لعب النادي لأول ثلاث مباريات في الدوري على ستاد المقاولين العرب بالجبل الأخضر، ولسوء أوضاع مدرجات الملعب. تقدم النادي بطلب رسمي لمسؤولي ستاد الكلية الحربية بالقاهرة لنقل جميع مباريات النادي على أرض الملعب، وقد وافقت إدارة الملعب على عملية النقل بعد رابع مباراة في الدوري (الزمالك - الاتحاد) ليكون بذلك يوم 10 سبتمبر 2009، أخر يوم للنادي في ذلك الملعب. بعد ذلك، انتقل الفريق للعب على ستاد القاهرة مرة أخرى.[بحاجة لمصدر]

## الزي الرسمي
زي الفريق الأول هذا الموسم هو نفس زي الموسم السابق. وهو من تصميم شركة أديداس للملابس الرياضية.

زي النادي الأساسي (أبيض) والاحتياطي (أسود)

## قائمة اللاعبين
ملاحظة: تشير الأعلام إلى المنتخب الوطني على النحو المحدد في قواعد الأهلية للفيفا. قد يحمل اللاعبون أكثر من جنسية واحدة غير تابعة للفيفا.
| الرقم | البلد | المركز | اللاعب                      |
| ----- | ----- | ------ | --------------------------- |
| 1     | مصر   | حارس   | عصام الحضرى                 |
| 2     | مصر   | مدافع  | عمرو الصفتى                 |
| 3     | مصر   | مدافع  | صبري رحيل                   |
| 5     | مصر   | وسط    | إبراهيم صلاح                |
| 6     | مصر   | مدافع  | هاني سعيد                   |
| 7     | مصر   | مدافع  | أحمد غانم سلطان             |
| 8     | مصر   | وسط    | حسن مصطفى                   |
| 9     | مصر   | مهاجم  | عمرو زكي                    |
| 10    | مصر   | وسط    | محمود عبد الرزاق "شيكابالا" |
| 11    | مصر   | مهاجم  | أحمد جعفر                   |
| 12    | مصر   | مهاجم  | وجيه عبد العظيم             |
| 13    | مصر   | مدافع  | محمد عبد الشافي             |

| الرقم | البلد      | المركز | اللاعب            |
| ----- | ---------- | ------ | ----------------- |
| 14    | قطر        | مهاجم  | حسين ياسر المحمدي |
| 15    | مصر        | مدافع  | عمرو عادل         |
| 16    | مصر        | حارس   | عبد الواحد السيد  |
| 17    | مصر        | وسط    | علاء علي          |
| 18    | مصر        | مدافع  | حازم محمد إمام    |
| 19    | مصر        | مهاجم  | أبو كونيه         |
| 20    | مصر        | مدافع  | محمود فتح الله    |
| 21    | مصر        | مدافع  | محمد يونس         |
| 22    | مصر        | مهاجم  | عاشور الادهم      |
| 23    | ساحل العاج | مهاجم  | ريمي اديكو        |
| 28    | مصر        | حارس   | عماد السيد        |
| 30    | غانا       | وسط    | عبد الرحيم ايو    |

### لاعبون تحت 21
ملاحظة: تشير الأعلام إلى المنتخب الوطني على النحو المحدد في قواعد الأهلية للفيفا. قد يحمل اللاعبون أكثر من جنسية واحدة غير تابعة للفيفا.
| الرقم | البلد | المركز | اللاعب           |
| ----- | ----- | ------ | ---------------- |
|       | مصر   | مدافع  | مصطفى حجاب       |
| 33    | مصر   | مدافع  | محمد إبراهيم     |
| 34    | مصر   | مهاجم  | عمر جابر         |
| 36    | مصر   | وسط    | حسام عرفات       |
|       | مصر   | وسط    | أحمد توفيق       |
|       | مصر   | حارس   | مصطفي عبد الستار |

### لاعبون في الإعارة
ملاحظة: تشير الأعلام إلى المنتخب الوطني على النحو المحدد في قواعد الأهلية للفيفا. قد يحمل اللاعبون أكثر من جنسية واحدة غير تابعة للفيفا.
| الرقم | البلد  | المركز | اللاعب                                  |
| ----- | ------ | ------ | --------------------------------------- |
| 12    | مصر    | وسط    | أحمد المرغني إلى نادي المصري البورسعيدى |
| 9     | العراق | مهاجم  | عماد محمد إلى نادي شاهين بوشهر الإيراني |

## الانتقالات

### إلى النادي
| الرقم      | المركز           | الاسم           | من                | المبلغ       | التاريخ       |
| ---------- | ---------------- | --------------- | ----------------- | ------------ | ------------- |
| 00         | مركز (كرة القدم) | أحمد ثروت       | الرباط والانوار   | غير معلن     | 27 يناير2009  |
| 11         | FW               | أحمد جعفر       | المصرية للاتصالات | € 382,000    | 4 يونيو 2009  |
| 13 (توضيح) | LB               | محمد عبد الشافي | غزل المحلة        | € 452,000    | 14 يونيو 2009 |
| 30         | CM               | عبد الرحيم ايو  | نانيا             | € 182,000    | 16 يونيو 2009 |
| 19         | FW               | سيد مسعد        | نادي القناة       | € 128,000    | 21 يونيو 2009 |
| 8 (عدد)    | MF               | حسن مصطفى       | الاهلي المصري     | Free         | 29 يونيو 2009 |
| 14         | FW               | ميدو            | ميدلزبره          | Free (إعارة) | 1 أغسطس 2009  |
| 00         | FW               | ريمي إديكو      | وفاق سطيف         | € 50,000     | 1 أغسطس 2009  |

### من النادي
| الرقم | المركز | الاسم          | إلى                  | المبلغ | التاريخ       |
| ----- | ------ | -------------- | -------------------- | ------ | ------------- |
| 03    | DF     | أسامة حسن      | الاتحاد السكندري     | Free   | 3 يونيو 2009  |
| 08    | MF     | علاء عبد الغني | الزمالك (مدرب)       | معتزل  | 3 يونيو 2009  |
| 29    | FW     | كوفي اولي      | --                   | Free   | 3 يونيو 2009  |
| 10    | FW     | جمال حمزه      | ماينز                | Free   | 20 يونيو 2009 |
| 05    | MF     | محمود سمير     | المقاولين            | Free   | 24 يونيو 2009 |
| 30    | MF     | علاء كامل      | المقاولين            | Free   | 24 يونيو 2009 |
| 23    | MF     | محمد عبد الله  | الاتحاد              | Free   | 25 يونيو 2009 |
| 27    | MF     | محمد إبراهيم   | الاتحاد              | Free   | 25 يونيو 2009 |
| 11    | MF     | محمد أبو العلا | الإنتاج الحربي       | Free   | 25 يونيو 2009 |
| 24    | FW     | عبد الحليم علي | الزمالك (مدرب مساعد) | معتزل  | 27 يونيو 2009 |

### الإعارة
| المركز | الاسم           | إلى            | المبلغ    | التاريخ       |
| ------ | --------------- | -------------- | --------- | ------------- |
| FW     | محمد المرسي     | الاتحاد        | € 32,000  | 20 يونيو 2009 |
| مدافع  | أيمن عبد العزيز | دياربكر        | € 500,000 | 26 يوليو 2009 |
| مدافع  | أحمد ثروت       | الإنتاج الحربي | Free      | 31 يوليو 2009 |

### إجمالي المصروفات
فيما يلي قائمة بمصروفات الفريق في سوق الانتقالات سواء بيع أو شراء أو اعاره
| الانتقالات الصيفيه: ▼ £976,598 الانتقالات الشتويه: ▲ £0 المجموع الكلي: ▼ £976,598 | الانتقالات الصيفيه: ▲ £454.152 الانتقالات الشتويه: ▲ £0 المجموع الكلي: ▲ £454.152 | الانتقالات الصيفية: ▼ £522.446 الانتقالات الشتوية: ▲ £0 المجموع الكلي: ▼ £522.446 |

## إحصائيات

### الأهداف والمشاركات
| رقم. | مرك. | جنس.       | اللاعب                      | المجموع | المجموع | الدوري المصري | الدوري المصري | كاس مصر | كاس مصر |
| رقم. | مرك. | جنس.       | اللاعب                      | لعب     | سجل     | لعب           | سجل           | لعب     | سجل     |
| ---- | ---- | ---------- | --------------------------- | ------- | ------- | ------------- | ------------- | ------- | ------- |
| 1    | GK   | مصر        | عصام الحضري                 | 3       | 0       | 1+2           | 0             | 0+0     | 0       |
| 2    | DF   | مصر        | عمرو الصفتي                 | 0       | 0       | 0+0           | 0             | 0+0     | 0       |
| 3    | DF   | مصر        | صبري رحيل                   | 0       | 0       | 0+0           | 0             | 0+0     | 0       |
| 4    | FW   | مصر        | شريف أشرف                   | 0       | 0       | 0+0           | 0             | 0+0     | 0       |
| 5    | MF   | مصر        | إبراهيم صلاح                | 0       | 0       | 0+0           | 0             | 0+0     | 0       |
| 6    | DF   | مصر        | هاني سعيد                   | 3       | 0       | 3+0           | 0             | 0+0     | 0       |
| 7    | DF   | مصر        | أحمد غانم سلطان             | 1       | 0       | 1+0           | 0             | 0+0     | 0       |
| 8    | MF   | مصر        | حسن مصطفى                   | 3       | 0       | 2+1           | 0             | 0+0     | 0       |
| 9    | FW   | مصر        | عمرو زكي                    | 2       | 0       | 2+0           | 0             | 0+0     | 0       |
| 10   | MF   | مصر        | محمود عبد الزراق "شيكابالا" | 2       | 2       | 2+0           | 2             | 0+0     | 0       |
| 11   | FW   | مصر        | أحمد جعفر                   | 2       | 0       | 2+0           | 0             | 0+0     | 0       |
| 12   | MF   | مصر        | أحمد المرغني                | 2       | 1       | 0+2           | 1             | 0+0     | 0       |
| 13   | DF   | مصر        | محمد عبد الشافي             | 2       | 0       | 2+0           | 0             | 0+0     | 0       |
| 14   | FW   | مصر        | أحمد حسام "ميدو"            | 2       | 0       | 0+2           | 0             | 0+0     | 0       |
| 15   | DF   | مصر        | عمرو عادل                   | 0       | 0       | 0+0           | 0             | 0+0     | 0       |
| 16   | GK   | مصر        | عبد الواحد السيد            | 1       | 0       | 1+0           | 0             | 0+0     | 0       |
| 17   | MF   | مصر        | علاء علي                    | 0       | 0       | 0+0           | 0             | 0+0     | 0       |
| 18   | DF   | مصر        | حازم إمام                   | 2       | 0       | 2+0           | 0             | 0+0     | 0       |
| 19   | FW   | مصر        | سيد مسعد                    | 2       | 1       | 0+2           | 1             | 0+0     | 0       |
| 20   | DF   | مصر        | محمود فتح الله              | 3       | 2       | 3+0           | 2             | 0+0     | 0       |
| 22   | DF   | مصر        | أحمد مجدي                   | 3       | 0       | 3+0           | 0             | 0+0     | 0       |
| 23   | FW   | ساحل العاج | ريمي اديكو                  | 0       | 0       | 0+0           | 0             | 0+0     | 0       |
| 26   | MF   | مصر        | أحمد عبد الرؤوف             | 1       | 0       | 1+0           | 0             | 0+0     | 0       |
| 28   | GK   | مصر        | عماد السيد                  | 0       | 0       | 0+0           | 0             | 0+0     | 0       |
| 30   | MF   | غانا       | عبد الرحيم ايو              | 0       | 0       | 0+0           | 0             | 0+0     | 0       |

### الهدافون
| الجنسية                                  | الرقم | الاسم              | الدوري المصري | كأس مصر | المجموع |
| ---------------------------------------- | ----- | ------------------ | ------------- | ------- | ------- |
| مصر                                      | 4     | شريف أشرف          | 3             | 0       | 3       |
| مصر                                      | 11    | أحمد جعفر          | 5             | 0       | 5       |
| مصر                                      | 18    | حازم إمام          | 2             | 0       | 2       |
| مصر                                      | 10    | شيكابالا           | 2             | 0       | 2       |
| مصر                                      | 20    | فتح الله           | 2             | 0       | 2       |
| مصر                                      | 14    | ميدو               | 1             | 0       | 1       |
| مصر                                      | 12    | المرغني            | 1             | 0       | 1       |
| مصر                                      | 19    | مسعد               | 1             | 0       | 1       |
| غانا                                     | 30    | عبد الرحيم ايو     | 1             | 0       | 1       |
| مصر                                      | 2     | عمرو الصفتي        | 1             | 0       | 1       |
| مصر                                      | 22    | أحمد مجدي          | 1             | 0       | 1       |
| مصر                                      | 36    | حسام عرفات         | 1             | 0       | 1       |
| مصر                                      | 17    | علاء علي           | 2             | 0       | 2       |
| /                                        | /     | أهداف بنيران صديقة | 0             | 0       | 0       |
|                                          |       | إجمالي             | 23            | 0       | 23      |
| اخر تحديث 21 ديسمبر، 2009. الجدول الحالي |       |                    |               |         |         |

### سجل الإنذارات
سجل إنذارات الاعبين، في المباريات الرسمية فقط.
| المركز                    | الجنسية | الرقم | الاسم     | الدوري المصري | الدوري المصري | كأس مصر | كأس مصر  | المجموع | المجموع  | ملاحظات |
| المركز                    | الجنسية | الرقم | الاسم     | أنذر          | Red card      | أنذر    | Red card | أنذر    | Red card | ملاحظات |
| مدافع                     | مصر     | 18    | حازم إمام | 2             | 0             | 0       | 0        | 2       | 0        | [ 39 ]  |
| وسط                       | مصر     | 12    | المرغني   | 2             | 0             | 0       | 0        | 2       | 0        | [ 40 ]  |
| مهاجم                     | مصر     | 14    | ميدو      | 2             | 0             | 0       | 0        | 2       | 0        | [ 41 ]  |
| حارس                      | مصر     | 1     | منصف      | 1             | 0             | 0       | 0        | 1       | 0        | [ 42 ]  |
| مدافع                     | مصر     | 2     | الصفتي    | 2             | 1             | 0       | 0        | 2       | 1        | [ 43 ]  |
| وسط                       | مصر     | 8     | مصطفى     | 5             | 0             | 0       | 0        | 5       | 1        | [ 44 ]  |
| مهاجم                     | مصر     | 9     | زكي       | 1             | 1             | 0       | 0        | 1       | 1        | [ 45 ]  |
| مهاجم                     | غانا    | 30    | ايو       | 1             | 0             | 0       | 0        | 1       | 0        | [ 46 ]  |
| مدافع                     | مصر     | 7     | غانم      | 1             | 0             | 0       | 0        | 1       | 0        | [ 47 ]  |
| مدافع                     | مصر     | 6     | هاني      | 1             | 1             | 0       | 0        | 1       | 1        | [ 48 ]  |
| مدافع                     | مصر     | 3     | رحيل      | 2             | 0             | 0       | 0        | 2       | 0        | [ 49 ]  |
| مدافع                     | مصر     | 5     | صلاح      | 1             | 0             | 0       | 0        | 1       | 0        | [ 50 ]  |
| مهاجم                     | مصر     | 3     | مسعد      | 1             | 0             | 0       | 0        | 1       | 0        | [ 51 ]  |
| اخر تحديث 25 نوفمبر، 2009 |         |       |           |               |               |         |          |         |          |         |

### التشكيلة الأساسية
| الرقم | المركز | الاسم      | الجنسية | الاهداف | ملاحظات |
| ----- | ------ | ---------- | ------- | ------- | ------- |
| 16    | GK     | وحيد       | مصر     | 0       |         |
| 18    | DF     | إمام       | مصر     | 0       |         |
| 20    | DF     | فتح الله   | مصر     | 1       |         |
| 22    | DF     | مجدي       | مصر     | 0       |         |
| 13    | DF     | عبدالشافي  | مصر     | 0       |         |
| 6     | MF     | حسن        | مصر     | 0       |         |
| 8     | DF     | هاني       | مصر     | 0       |         |
| 26    | MF     | عبد الرؤوف | مصر     | 0       |         |
| 10    | MF     | شيكابالا   | مصر     | 2       |         |
| 11    | FW     | جعفر       | مصر     | 0       |         |
| 9     | FW     | زكي        | مصر     | 0       |         |

### الإجمالي
| المباريات الملعوبه | 24 (24الدوري المصري الممتاز)                       |
| مباريات الفوز      | 14 (14 الدوري المصري الممتاز)                      |
| مباريات التعادل    | 4 (4 الدوري المصري الممتاز)                        |
| مباريات الهزيمه    | 6 (6 الدوري المصري الممتاز)                        |
| الاهداف المحرزه    | 37                                                 |
| اهداف الخصم        | 18                                                 |
| فرق الاهداف        | +13                                                |
| البطاقات الصفراء   | 7                                                  |
| البطاقات الحمراء   | 4                                                  |
| أفضل نتيجة         | 3-0 (المصري - الدوري المصري الممتاز) - 2009.8.7    |
| اسوء نتيجة         | 0-2 (حرس الحدود - الدوري المصري الممتاز) 20.8.2009 |
| الهداف             | أحمد جعفر (8 أهداف)                                |
| النقاط             | 46/90                                              |

## المسابقات

### الإجمالي
دخل الزمالك هذا الموسم في مسابقتين رسميتين فقط، الدوري المصري الممتاز وكأس مصر. بالإضافة إلى لعبة مباريات ودية في دولة الإمارات. وفي الكويت ضد نادي الشباب الكويتي والذي انتصر فيها بهدفين مقابل لاشئ.
وذلك جدول يوضح المسابقات الرسمية فقط؛
| المسابقه                      | جولة البداية الترتيب الحالي | الترتيب النهائي | المباراة الأولى | المباراة الأخيرة |          |
| ----------------------------- | --------------------------- | --------------- | --------------- | ---------------- | -------- |
| الدوري المصري الممتاز '09-'10 | 2                           | 2               | -               | 7-8-2009         | 9-5-2010 |
| كأس مصر                       | كأس مصر                     |                 |                 |                  |          |

### الدوري

#### جدول الترتيب
| م  | الفريق           | لعب | فاز | تعادل | خسر | له | عليه | فرق | النقاط |
| -- | ---------------- | --- | --- | ----- | --- | -- | ---- | --- | ------ |
| 1  | الأهلي           | 30  | 18  | 11    | 1   | 47 | 23   | 24  | 65     |
| 2  | الزمالك          | 30  | 16  | 7     | 7   | 43 | 26   | 17  | 55     |
| 3  | الإسماعيلي       | 30  | 11  | 15    | 4   | 34 | 25   | 9   | 48     |
| 4  | بتروجيت          | 30  | 13  | 8     | 9   | 42 | 37   | 5   | 47     |
| 5  | اتحاد الشرطة     | 30  | 12  | 11    | 7   | 35 | 24   | 11  | 47     |
| 6  | حرس الحدود       | 30  | 11  | 12    | 7   | 39 | 31   | 8   | 45     |
| 7  | الإنتاج الحربي   | 30  | 11  | 8     | 11  | 35 | 32   | 3   | 41     |
| 8  | إنبي             | 30  | 10  | 11    | 9   | 29 | 34   | -5  | 41     |
| 9  | طلائع الجيش      | 30  | 9   | 13    | 8   | 42 | 38   | 4   | 40     |
| 10 | الاتحاد السكندري | 30  | 9   | 8     | 13  | 27 | 36   | -9  | 35     |
| 11 | المقاولون العرب  | 30  | 7   | 13    | 10  | 36 | 34   | 2   | 34     |
| 12 | الجونة           | 30  | 8   | 10    | 12  | 26 | 32   | -6  | 34     |
| 13 | المصري           | 30  | 6   | 16    | 8   | 28 | 35   | -7  | 34     |
| 14 | غزل المحلة       | 30  | 7   | 10    | 13  | 17 | 30   | -13 | 31     |
| 15 | المنصورة         | 30  | 3   | 10    | 17  | 21 | 37   | -16 | 19     |
| 16 | بترول أسيوط      | 30  | 4   | 7     | 19  | 29 | 56   | -27 | 19     |

آخر تحديث: 23:30 ، 17 مايو 2010 (ت‌ع‌م)
المصدر: في الجول
 م = المركز ; لعب = المباريات الملعوبة; فاز = عدد مباريات الفوز; تعادل = عدد مباريات التعادل; خسر = عدد مباريات الخسارة
 له = الأهداف التي سجلها; عليه = الأهداف التي استقبلها; +/- = فارق الأهداف; النقاط = النقاط
|  | يتأهل مع نهاية الموسم إلي دوري أبطال أفريقيا 2011                          |
|  | يتأهل مع نهاية الموسم إلي كأس الاتحاد الكونفدرالي الأفريقي لكرة القدم 2011 |
|  | دوري الدرجة الثانية المصري 2010–11                                         |

| سبقه 2008–2009 | الدوري المصري الممتاز 2009-2010 | تبعه 2010–2011 |

#### جدول المباريات
| المباراة | التاريخ                                         | الخصم            | النتيجةظظ   |
| -------- | ----------------------------------------------- | ---------------- | ----------- |
| 1        | 7 أغسطس 2009 (الذهاب) 8 فبراير 2010 (الإياب)    | إنبي             | 3 – 1 2 – 0 |
| 2        | 20 أغسطس 2009 (الذهاب) 7 مارس 2010 (الإياب)مؤجل | بتروجيت          | 1 – 2 2 - 3 |
| 3        | 24 أغسطس 2009 (الإياب) 17 فبراير 2010 (الذهاب)  | المقاولون        | 2 – 2 1 - 0 |
| 4        | 10 سبتمبر 2009 (الذهاب) 22 فبراير 2010 (الإياب) | الاتحاد السكندري | 1 – 0 1 - 2 |
| 5        | 17 سبتمبر 2009 (الذهاب) 11 مارس 2010 (الإياب)   | الجيش            | 0 – 1 0 - 1 |
| 6        | 22 سبتمبر 2009 (الإياب) 15 مارس 2010 (الذهاب)   | الإسماعيلي       | 0 – 1 0 - 0 |
| 7        | 20 أكتوبر 2009 (الذهاب) 19 مارس 2010 (الإياب)   | الجونه           | 1- 1 1 - 0  |
| 8        | 24 أكتوبر 2009 (الإياب) 24 مارس 2010 (الذهاب)   | الإنتاج الحربي   | 2 – 3 2 - 0 |
| 9        | 25 نوفمبر 2009 (الذهاب) 29 مارس 2010 (الإياب)   | غزل المحلة       | 0 – 1 1 - 0 |
| 10       | 29 نوفمبر 2009 (الإياب) 7 أبريل 2010 (الذهاب)   | اتحاد الشرطة     | 2 – 0 1 - 1 |
| 11       | 3 ديسمبر 2009 (الذهاب) 11 أبريل 2010 (الإياب)   | حرس الحدود       | 1 – 2 1 - 2 |
| 12       | 8 ديسمبر 2009 (الإياب) 16 أبريل 2010 (الذهاب)   | الأهلي           | 0 – 0 3 - 3 |
| 13       | 12 ديسمبر 2009 (الذهاب) 3 مايو 2010 (الإياب)    | المصري           | 3 – 0 3 - 1 |
| 14       | 16 ديسمبر 2009 (الإياب) 13 مايو 2010 (الذهاب)   | بترول أسيوط      | 0 – 2 4 - 1 |
| 15       | 20 ديسمبر 2009 (الذهاب) 17 مايو 2010 (الإياب)   | المنصورة         | 1 – 0 0 - 0 |

* اخر تحديث بتاريخ 05:11، 5 مايو 2010 (ت ع م) (الأسبوع الثامن والعشرين)

* النتائج بالخط المائل هي لصالح الزمالك

### كأس مصر
لم يبدأ حتى الآن

### المباريات
فيما يلي مباريات النادي الرسمية فقط.
| الزمالك                                   | 3 – 1     | إنبي        |
| ----------------------------------------- | --------- | ----------- |
| فتح الله 35' · شيكابالا 69' · المرغني 94' | (التقرير) | 88' المحمدي |

| الزمالك     | 1 – 2     | بتروجيت                          |
| ----------- | --------- | -------------------------------- |
| شيكابالا 1' | (التقرير) | 57' السيد حمدي · 90' وليد سليمان |

| المقاولون                      | 2 – 2     | الزمالك                           |
| ------------------------------ | --------- | --------------------------------- |
| علاء كمال 36' · محمد سمارا 41' | (التقرير) | 62' محمود فتح الله · 92' سيد مسعد |

| الزمالك      | 1 – 0     | الاتحاد |
| ------------ | --------- | ------- |
| شريف أشرف 8' | (التقرير) |         |

| الزمالك | 0 - 1     | الجيش             |
| ------- | --------- | ----------------- |
|         | (التقرير) | 60' ميكائيل دوجبي |

| الإسماعيلي       | 1 - 0     | الزمالك |
| ---------------- | --------- | ------- |
| عمرو السوليا 72' | (التقرير) |         |

| الزمالك  | 1 - 1     | الجونة         |
| -------- | --------- | -------------- |
| ميدو 47' | (التقرير) | 43' أحمد عمران |

| الإنتاج الحربي                    | 2 - 3     | الزمالك                                |
| --------------------------------- | --------- | -------------------------------------- |
| محمد أبو العلا 30' · محمد زكي 94' | (التقرير) | 2' شريف أشرف · 14' شريف أشرف · 24' أيو |

| الزمالك | 0 - 1     | المحلة            |
| ------- | --------- | ----------------- |
|         | (التقرير) | 14' محمد العتراوي |

| الشرطة                             | 2 - 0     | الزمالك |
| ---------------------------------- | --------- | ------- |
| مينوسو بوبا 22' · صأمويل كيوري 71' | (التقرير) |         |

| الزمالك       | 1 - 2     | الحدود                             |
| ------------- | --------- | ---------------------------------- |
| أحمد مجدي 92' | (التقرير) | 46' أحمد عيد · 79' عبد السلام نجاح |

| الأهلي | 0 - 0     | الزمالك |
| ------ | --------- | ------- |
|        | (التقرير) |         |

| الزمالك                                 | 3 - 0     | المصري |
| --------------------------------------- | --------- | ------ |
| حازم 4' · أحمد جعفر 18' · أحمد جعفر 80' | (التقرير) |        |

| بترول أسيوط | 0 - 2     | الزمالك                  |
| ----------- | --------- | ------------------------ |
|             | (التقرير) | 10' حازم · 30' أحمد جعفر |

| الزمالك    | 1 - 0     | المنصورة |
| ---------- | --------- | -------- |
| الصفتي 89' | (التقرير) |          |

| الزمالك                       | 2 - 0     | إنبي |
| ----------------------------- | --------- | ---- |
| علاء علي 20' · حسام عرفات 64' | (التقرير) |      |

المباريات باللون الأحمر تعني هزيمة، والأخضر تعني فوز، والرمادي تعني تعادل.